# NGC 4781
NGC 4781 is een balkspiraalstelsel in het sterrenbeeld Maagd. Het hemelobject ligt 72 miljoen lichtjaar van de Aarde verwijderd en werd op 25 maart 1786 ontdekt door de Duits-Britse astronoom William Herschel.

## Synoniemen
- MCG -2-33-49
- IRAS 12517-1015
- PGC 43902